# قلب رام‌نشده
قلب رام‌نشده یا قلب بدون نام (به انگلیسی: Untamed Heart) فیلمی محصول سال ۱۹۹۳ و به کارگردانی تونی بیل است. در این فیلم بازیگرانی همچون کریستین اسلیتر، مریسا تومی، رزی پرز، کایل سکر، ویلی گارسون، وینسنت کارتیسر و جان بیسلی ایفای نقش کرده‌اند.